# Liste des records d'Afrique en natation
Les records africains de natation sont les meilleures performances réalisées par des nageurs et nageuses africains dans les différentes épreuves de natation, reconnues par la Confédération africaine de natation (CANA) ou par la Fédération internationale de natation (FINA). Ces records sont divisés entre deux formats de bassin : le grand bassin (50 m) et le petit bassin (25 m).

## Records en grand bassin (50m)

### Messieurs
Records africains masculins en grand bassin. Dernière mise à jour 30 juillet 2025 
| Épreuve    | Record         | Nageur                | Nationalité    | Compétition | Lieu                     | Date            |
| Nage libre | Nage libre     | Nage libre            | Nage libre     | Nage libre  | Nage libre               | Nage libre      |
| ---------- | -------------- | --------------------- | -------------- | ----------- | ------------------------ | --------------- |
| 50 m       | 21 s 67        | Roland Schoeman       | Afrique du Sud |             | Pékin, Chine             | 16 août 2008    |
| 100 m      | 47 s 79        | Lyndon Ferns          | Afrique du Sud |             | Rome, Italie             | 29 juillet 2009 |
| 200 m      | 1 min 45 s 20  | Chad le Clos          | Afrique du Sud |             | Rio de Janeiro, Brésil   | 8 août 2016     |
| 400 m      | 3 min 40 s 70  | Ahmed Hafnaoui        | Tunisie        |             | Fukuoka, Japon           | 23 juillet 2023 |
| 800 m      | 7 min 35 s 27  | Oussama Mellouli      | Tunisie        |             | Rome, Italie             | 29 juillet 2009 |
| 1 500 m    | 14 min 31 s 54 | Ahmed Hafnaoui        | Tunisie        |             | Fukuoka, Japon           | 30 juillet 2023 |
| Dos        |                |                       |                |             |                          |                 |
| 50 m       | 24 s 34        | Johannes Zandberg     | Afrique du Sud |             | Rome, Italie             | 2 août 2009     |
| 100 m      | 52 s 78        | Pieter Coetze         | Afrique du Sud |             | Gqeberha, Afrique du Sud | 12 avril 2023   |
| 200 m      | 1 min 55 s 75  | George du Rand        | Afrique du Sud |             | Rome, Italie             | 30 juillet 2009 |
| Brasse     |                |                       |                |             |                          |                 |
| 50 m       | 26 s 54        | Cameron van der Burgh | Afrique du Sud |             | Budapest, Hongrie        | 25 juillet 2017 |
| 100 m      | 58 s 46        | Cameron van der Burgh | Afrique du Sud |             | Londres, Royaume-Uni     | 29 juillet 2012 |
| 200 m      | 2 min 9 s 61   | Neil Versfeld         | Afrique du Sud |             | Rome, Italie             | 30 juillet 2009 |
| Papillon   |                |                       |                |             |                          |                 |
| 50 m       | 22 s 90        | Roland Schoeman       | Afrique du Sud |             | Rome, Italie             | 26 juillet 2009 |
| 100 m      | 50 s 56        | Chad le Clos          | Afrique du Sud |             | Londres, Royaume-Uni     | 31 juillet 2012 |
| 200 m      | 1 min 52 s 96  | Chad le Clos          | Afrique du Sud |             | Londres, Royaume-Uni     | 31 juillet 2012 |
| 4 nages    |                |                       |                |             |                          |                 |
| 200 m      | 1 min 57 s 3   | Darian Townsend       | Afrique du Sud |             | Montpellier, France      | 25 avril 2009   |
| 400 m      | 4 min 10 s 53  | Oussama Mellouli      | Tunisie        |             | Pescara, Italie          | 29 juin 2009    |

### Dames
Records africains féminins en grand bassin - Dernière mise à jour : 30 juillet 2025 
| Épreuve    | Record        | Nageuse             | Nationalité    | Compétition | Lieu                    | Date            |
| Nage libre | Nage libre    | Nage libre          | Nage libre     | Nage libre  | Nage libre              | Nage libre      |
| ---------- | ------------- | ------------------- | -------------- | ----------- | ----------------------- | --------------- |
| 50 m       | 24 s 62       | Farida Osman        | Égypte         |             | Budapest, Hongrie       | 29 juillet 2017 |
| 100 m      | 54 s 23       | Erin Gallagher      | Afrique du Sud |             | Gold Coast, Australie   | 9 avril 2018    |
| 200 m      | 1 min 57 s 04 | Kirsty Coventry     | Zimbabwe       |             | Austin, États-Unis      | 7 juin 2008     |
| 400 m      | 4 min 7 s 92  | Karin Prinsloo      | Afrique du Sud |             | Perth, Australie        | 31 janvier 2014 |
| 800 m      | 8 min 25 s 71 | Wendy Trott         | Afrique du Sud |             | Rome, Italie            | 14 juin 2012    |
| 1 500 m    | 16 min 5 s 63 | Wendy Trott         | Afrique du Sud |             | Shanghai, Chine         | 25 juillet 2011 |
| Dos        |               |                     |                |             |                         |                 |
| 50 m       | 28 s 08       | Kirsty Coventry     | Zimbabwe       |             | Monaco, Monaco          | 13 juin 2015    |
| 100 m      | 58 s 77       | Kirsty Coventry     | Zimbabwe       |             | Pékin, Chine            | 11 août 2008    |
| 200 m      | 2 min 4 s 81  | Kirsty Coventry     | Zimbabwe       |             | Rome, Italie            | 1er août 2009   |
| Brasse     |               |                     |                |             |                         |                 |
| 50 m       | 29 s 73       | Lara van Niekerk    | Afrique du Sud |             | Birmingham, Royaume-Uni | 30 juillet 2022 |
| 100 m      | 1 min 4 s 82  | Tatjana Schoenmaker | Afrique du Sud |             | Tokyo, Japon            | 25 juillet 2021 |
| 200 m      | 2 min 18 s 95 | Tatjana Schoenmaker | Afrique du Sud |             | Tokyo, Japon            | 30 juillet 2021 |
| Papillon   |               |                     |                |             |                         |                 |
| 50 m       | 25 s 38       | Farida Osman        | Égypte         |             | Budapest, Hongrie       | 24 juin 2022    |
| 100 m      | 57 s 59       | Erin Gallagher      | Afrique du Sud |             | Doha, Qatar             | 11 février 2024 |
| 200 m      | 2 min 9 s 41  | Kathryn Meaklim     | Afrique du Sud |             | Pékin, Chine            | 12 août 2008    |
| 4 nages    |               |                     |                |             |                         |                 |
| 200 m      | 2 min 8 s 59  | Kirsty Coventry     | Zimbabwe       |             | Pékin, Chine            | 13 août 2008    |
| 400 m      | 4 min 29 s 89 | Kirsty Coventry     | Zimbabwe       |             | Pékin, Chine            | 10 août 2008    |

## Records en petit bassin (25m)

### Messieurs
Records africains masculins en petit bassin - Dernière mise à jour : 14 décembre 2024 
| Épreuve    | Record         | Nageur                | Nationalité    | Compétition | Lieu                             | Date              |
| Nage libre | Nage libre     | Nage libre            | Nage libre     | Nage libre  | Nage libre                       | Nage libre        |
| ---------- | -------------- | --------------------- | -------------- | ----------- | -------------------------------- | ----------------- |
| 50 m       | 20 s 30        | Roland Schoeman       | Afrique du Sud |             | Pietermaritzburg, Afrique du Sud | 8 août 2009       |
| 100 m      | 45 s 78        | Chad le Clos          | Afrique du Sud |             | Berlin, Allemagne                | 6 août 2017       |
| 200 m      | 1 min 40 s 65  | Matthew Sates         | Afrique du Sud |             | Berlin, Allemagne                | 3 octobre 2021    |
| 400 m      | 3 min 36 s 30  | Matthew Sates         | Afrique du Sud |             | Berlin, Allemagne                | 21 octobre 2022   |
| 800 m      | 7 min 31 s 93  | Ahmed Jaouadi         | Tunisie        |             | Budapest, Hongrie                | 14 décembre 2024  |
| 1 500 m    | 14 min 10 s 94 | Ahmed Hafnaoui        | Tunisie        |             | Abu Dhabi, Émirats arabes unis   | 21 décembre 2021  |
| Dos        |                |                       |                |             |                                  |                   |
| 50 m       | 22 s 75        | Pieter Coetze         | Afrique du Sud |             | Singapour, Singapour             | 1er novembre 2024 |
| 100 m      | 49 s 35        | Pieter Coetze         | Afrique du Sud |             | Shanghai, Chine                  | 20 octobre 2024   |
| 200 m      | 1 min 47 s 08  | George du Rand        | Afrique du Sud |             | Moscou, Russie                   | 7 novembre 2009   |
| Brasse     |                |                       |                |             |                                  |                   |
| 50 m       | 25 s 25        | Cameron van der Burgh | Afrique du Sud |             | Berlin, Allemagne                | 15 novembre 2009  |
| 100 m      | 55 s 61        | Cameron van der Burgh | Afrique du Sud |             | Berlin, Allemagne                | 14 novembre 2009  |
| 200 m      | 2 min 1 s 73   | Neil Versfeld         | Afrique du Sud |             | Berlin, Allemagne                | 14 novembre 2009  |
| Papillon   |                |                       |                |             |                                  |                   |
| 50 m       | 21 s 87        | Roland Schoeman       | Afrique du Sud |             | Berlin, Allemagne                | 14 novembre 2009  |
| 100 m      | 48 s 08        | Chad le Clos          | Afrique du Sud |             | Windsor, Canada                  | 8 décembre 2016   |
| 200 m      | 1 min 48 s 27  | Chad le Clos          | Afrique du Sud |             | Melbourne, Australie             | 15 décembre 2022  |
| 4 nages    |                |                       |                |             |                                  |                   |
| 200 m      | 1 min 50 s 15  | Matthew Sates         | Afrique du Sud |             | Melbourne, Australie             | 13 décembre 2022  |
| 400 m      | 3 min 57 s 40  | Oussama Mellouli      | Tunisie        |             | Dubaï, Émirats arabes unis       | 16 décembre 2010  |

### Dames
Records africains féminins en petit bassin - Dernière mise à jour : 14 décembre 2024 
| Épreuve    | Record        | Nageuse             | Nationalité    | Compétition | Lieu                             | Date             |
| Nage libre | Nage libre    | Nage libre          | Nage libre     | Nage libre  | Nage libre                       | Nage libre       |
| ---------- | ------------- | ------------------- | -------------- | ----------- | -------------------------------- | ---------------- |
| 50 m       | 24 s 14       | Caitlin de Lange    | Afrique du Sud |             | Budapest, Hongrie                | 14 décembre 2024 |
| 100 m      | 52 s 70       | Erin Gallagher      | Afrique du Sud |             | Hangzhou, Chine                  | 12 décembre 2018 |
| 200 m      | 1 min 54 s 13 | Aimee Canny         | Afrique du Sud |             | Virginia, États-Unis             | 18 octobre 2024  |
| 400 m      | 4 min 3 s 50  | Melissa Corfe       | Afrique du Sud |             | Manchester, Royaume-Uni          | 11 avril 2008    |
| 800 m      | 8 min 22 s 05 | Jessica Pengelly    | Afrique du Sud |             | Singapour, Singapour             | 4 novembre 2011  |
| 1 500 m    | 16 min 9 s 12 | Stephanie Houtman   | Afrique du Sud |             | Budapest, Hongrie                | 13 décembre 2024 |
| Dos        |               |                     |                |             |                                  |                  |
| 50 m       | 26 s 85       | Kirsty Coventry     | Zimbabwe       |             | Manchester, Royaume-Uni          | 13 avril 2008    |
| 100 m      | 56 s 56       | Chanelle van Wyk    | Afrique du Sud |             | Berlin, Allemagne                | 15 novembre 2009 |
| 200 m      | 2 min 0 s 91  | Kirsty Coventry     | Zimbabwe       |             | Manchester, Royaume-Uni          | 11 avril 2008    |
| Brasse     |               |                     |                |             |                                  |                  |
| 50 m       | 29 s 09       | Lara van Niekerk    | Afrique du Sud |             | Melbourne, Australie             | 18 décembre 2022 |
| 100 m      | 1 min 3 s 89  | Tatjana Schoenmaker | Afrique du Sud |             | Pietermaritzburg, Afrique du Sud | 25 octobre 2020  |
| 200 m      | 2 min 18 s 62 | Tatjana Schoenmaker | Afrique du Sud |             | Melbourne, Australie             | 13 décembre 2024 |
| Papillon   |               |                     |                |             |                                  |                  |
| 50 m       | 25 s 95       | Farida Osman        | Égypte         |             | Budapest, Hongrie                | 14 décembre 2024 |
| 100 m      | 57 s 68       | Rebecca Meder       | Afrique du Sud |             | Melbourne, Australie             | 12 décembre 2024 |
| 200 m      | 2 min 5 s 61  | Rebecca Meder       | Afrique du Sud |             | Budapest, Hongrie                | 10 décembre 2024 |
| 4 nages    |               |                     |                |             |                                  |                  |
| 200 m      | 2 min 5 s 61  | Rebecca Meder       | Afrique du Sud |             | Budapest, Hongrie                | 10 décembre 2024 |
| 400 m      | 4 min 22 s 88 | Kathryn Meaklim     | Afrique du Sud |             | Singapour, Singapour             | 22 novembre 2009 |

## Classement des records

### Par pays
Ce tableau présente le nombre total de records africains en natation, détenus par chaque pays, dans les catégories Messieurs et Dames, et selon les bassins.
| Pays           | Grand bassin Messieurs | Petit bassin Messieurs | Total Messieurs | Grand bassin Dames | Petit bassin Dames | Total Dames | Total |
| -------------- | ---------------------- | ---------------------- | --------------- | ------------------ | ------------------ | ----------- | ----- |
| Afrique du Sud | 13                     | 14                     | 27              | 9                  | 14                 | 23          | 50    |
| Zimbabwe       | 0                      | 0                      | 0               | 6                  | 2                  | 8           | 8     |
| Tunisie        | 4                      | 3                      | 7               | 0                  | 0                  | 0           | 7     |
| Égypte         | 0                      | 0                      | 0               | 2                  | 1                  | 3           | 3     |
| Total          | 17                     | 17                     | 34              | 17                 | 17                 | 34          | 68    |

### Top 10 détenteurs de records
| Rang | Nageur                | Nationalité    | Grand bassin | Petit bassin | Total |
| ---- | --------------------- | -------------- | ------------ | ------------ | ----- |
| 1    | Chad le Clos          | Afrique du Sud | 3            | 3            | 6     |
| 2    | Roland Schoeman       | Afrique du Sud | 2            | 2            | 4     |
| 2    | Cameron van der Burgh | Afrique du Sud | 2            | 2            | 4     |
| 4    | Oussama Mellouli      | Tunisie        | 2            | 1            | 3     |
| 4    | Ahmed Hafnaoui        | Tunisie        | 2            | 1            | 3     |
| 6    | Pieter Coetze         | Afrique du Sud | 1            | 2            | 3     |
| 7    | Neil Versfeld         | Afrique du Sud | 1            | 1            | 2     |
| 7    | George du Rand        | Afrique du Sud | 1            | 1            | 2     |
| 9    | Matthew Sates         | Afrique du Sud | 0            | 3            | 3     |

### Top 10 détentrices de records
| Rang | Nageuse             | Nationalité    | Grand bassin | Petit bassin | Total |
| ---- | ------------------- | -------------- | ------------ | ------------ | ----- |
| 1    | Kirsty Coventry     | Zimbabwe       | 6            | 2            | 8     |
| 2    | Tatjana Schoenmaker | Afrique du Sud | 3            | 3            | 6     |
| 3    | Farida Osman        | Égypte         | 2            | 2            | 4     |
| 4    | Erin Gallagher      | Afrique du Sud | 2            | 2            | 4     |
| 5    | Rebecca Meder       | Afrique du Sud | 0            | 3            | 3     |
| 6    | Lara van Niekerk    | Afrique du Sud | 1            | 2            | 3     |
| 7    | Jessica Pengelly    | Afrique du Sud | 0            | 2            | 2     |
| 8    | Melissa Corfe       | Afrique du Sud | 0            | 1            | 1     |
| 9    | Stephanie Houtman   | Afrique du Sud | 0            | 1            | 1     |
| 10   | Caitlin de Lange    | Afrique du Sud | 0            | 1            | 1     |